# КрАЗ-7634
КрАЗ Н27.3ЕХ (КрАЗ-7634НЕ) — важкий спеціальний чотиривісний безкапотний автомобіль-шасі підвищеної прохідності з компонувальною схемою «кабіна перед двигуном», монтажною довжиною рами 8080 мм, колісною формулою 8х8 і вантажопідіймальністю 27 тонн.

## Історія створення

### КрАЗ-6434
Ідея будівництва всюдихода з колісною формулою 8х8 із заниженою безкапотною кабіною на АвтоКрАЗі не нова, ще в 1976 році представлено експериментальну вантажівку КрАЗ-6434 з шарнірно-зчленованою рамою (як у трактора «К-700 Кіровець»), дизельним двигуном V12 ЯМЗ-240Н об'ємом 22,3 л та потужністю 500 к.с. (1815 Нм) і напівавтоматичною 3-ст. КПП. Вантажопідіймальність — 18 тонн.

### КрАЗ ЧР-3120 і КрАЗ ЧР-3130
В 1976 році винесена спільна постанова ЦК КПРС і Ради міністрів СРСР про початок робіт зі створення сімейства позашляхових автомобілів на КрАЗі і КамАЗі. На підставі цього документа були підготовлені ряд секретних наказів Міністерства автомобільної промисловості, а дещо пізніше, в 1977 році, з'явилися тактико-технічні вимоги до перспективних моделей. Вже в 1978-му закінчилась робота над першим ескізним проектом нових позашляховиків. Виконання комплексу робіт зі створення нової автомобільної техніки, який в 1980 році отримав назву «Відкриття» і був доручений головному військовому автомобільному інституту, відомому як НДІ-21 (розміщеному в Бронницях).
Працюючи над даним проектом, в 1984—1991 роках КрАЗ спроектував, побудував та випробував більше двадцяти тривісних і чотиривісних важких шасі, вантажівок і сідлових тягачів підвищеної прохідності, а також п'ятивісний активний автопоїзд.
В 1982 році представлені дослідні КрАЗ ЧР-3120 8х8 (з шарнірно-зчленованою рамою) і КрАЗ ЧР-3130 8х8 (зі звичайною рамою і поворотними першою та другою осями).
В 1983 році дебютував експериментальний КрАЗ ЧР-3120.20 (з шарнірно-зчленованою рамою) з подовженою задньою секцією. Вантажопідіймальність — 18 тонн.

### КрАЗ-6316 «Сибір» і КрАЗ-6305
В 1984 році на основі КрАЗ ЧР-3130 розробили КрАЗ-Е6316 з колісною формулою 8х8, з кабіною над двигуном, КрАЗ-3Е6316 з кабіною перед двигуном, КрАЗ-4Е6316 з балансирною передньою підвіскою (всі комплектувались ЯМЗ-8425 потужністю 360 к.с.) та цивільний КрАЗ-Е6305 з колісною формулою 8х4, подвійною ошинковкою задніх 2-х осей і кабіною від КрАЗ-Е6316 (двигун ЯМЗ-8421 потужністю 290 к.с.).
В 1987 році показали КрАЗ-5Е6316 «Сибір» з колісною формулою 8х8, двигуном ЯМЗ-8424 (420 к.с.) та шинами ВІД-201 замість ВІ-3. Вантажопідіймальність — 15 т.
В тому ж році показали КрАЗ-6Е6316 «Сибір» з кабіною перед двигуном.
В 1988 році представили цивільне задньопривідне шасі КрАЗ-3Е6305 з кабіною перед двигуном. Колісна формула — 8х4. Двигун — ЯМЗ-8421 (360 к.с.).
У тому ж році представили КрАЗ-7Е6316 «Сибір» як шасі з кабіною перед двигуном і бортовою платформою. Автомобіль обладнано секційним радіатором, встановленим над двигуном. Вантажівка отримала імітацію навісної броні без броньованого скла. Колісна формула — 8х8. Двигун — ЯМЗ-8424 (420 к.с.). Вантажопідіймальність — 15 т.
Після розпаду Радянського Союзу в 1991 році проєкт закрили.
У 2008 році проєкт знову відкрили і відновили КрАЗ-7Е6316. Щоправда, розміщений над двигуном унікальний секційний радіатор був повністю втрачений, у результаті позашляховик отримав класичний радіатор у передній частині кабіни за типом КрАЗ-6Е6316.
На початку 2014 року на АвтоКрАЗі на основі КрАЗ-7Е6316 «Сибір» розробили КрАЗ-7634 з колісною формулою 8х8.

## Опис
Шасі КрАЗ-7634НЕ призначене для монтажу спецобладнання для нафтогазової промисловості. Також такий КрАЗ може бути шасі для автокранового устаткування. Це шасі також можуть використовувати для установки реактивних систем залпового вогню типу «Град» або «Ураган», а також пускових установок зенітних комплексів «Дніпро».
Серійне виробництво стартувало влітку 2014 року на АвтоКрАЗі.
У лютому 2019 році представили варіанти комплексів протикорабельних ракет «Нептун» і високоточної системи залпового вогню «Вільха» на шасі КрАЗ-7634НЕ.

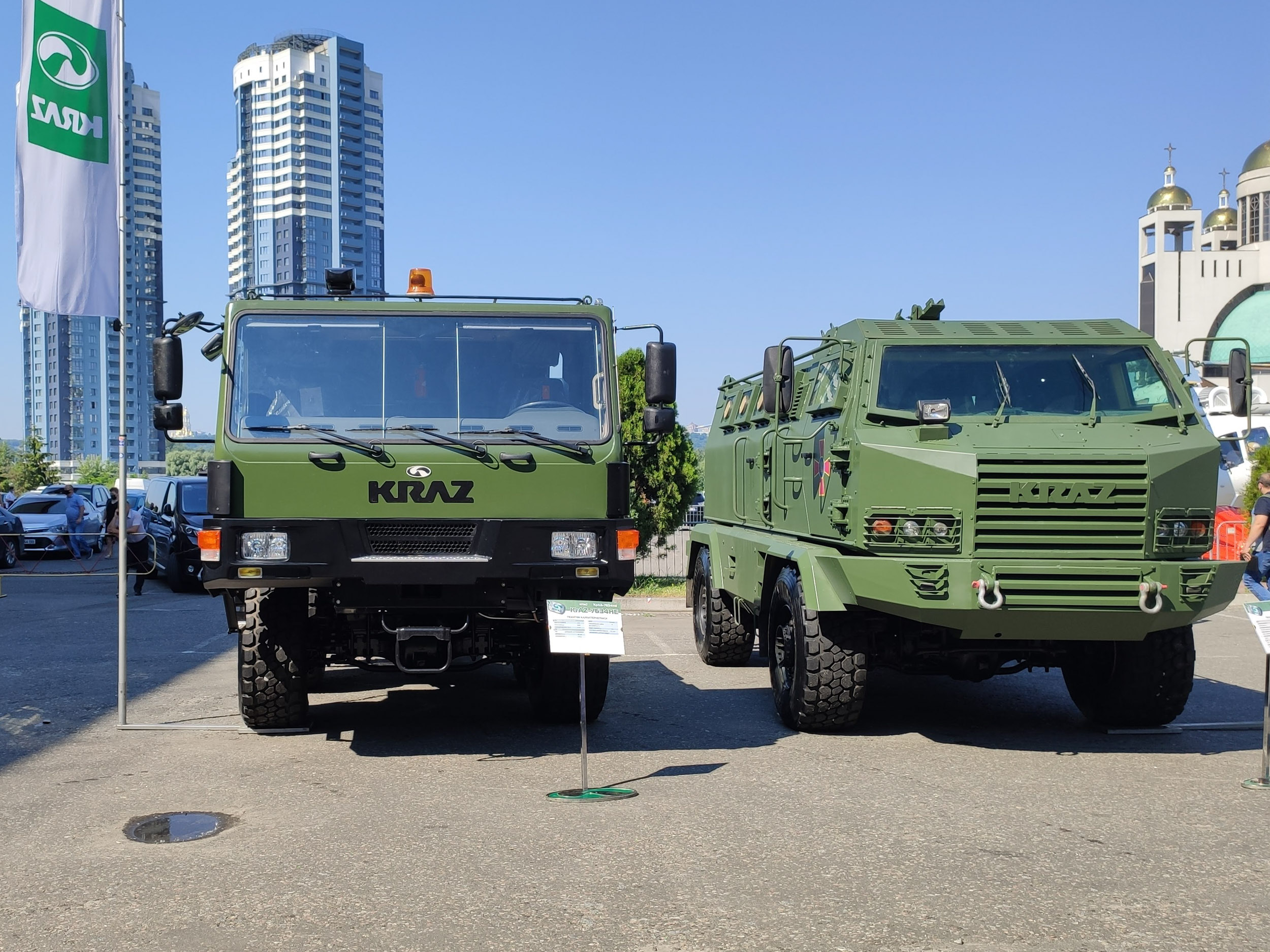
КрАЗ-7634НЕ поряд з KrAZ Hulk
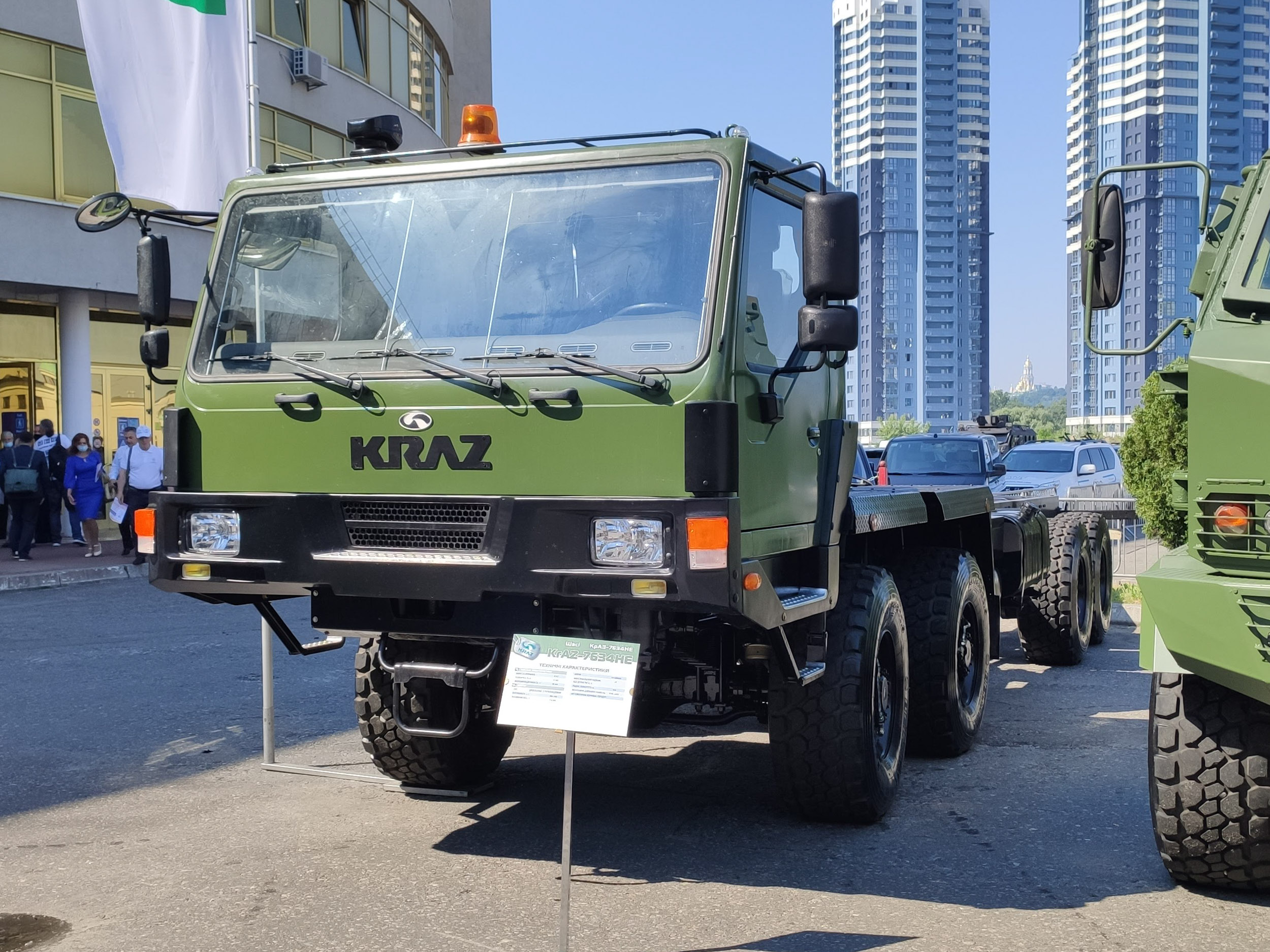
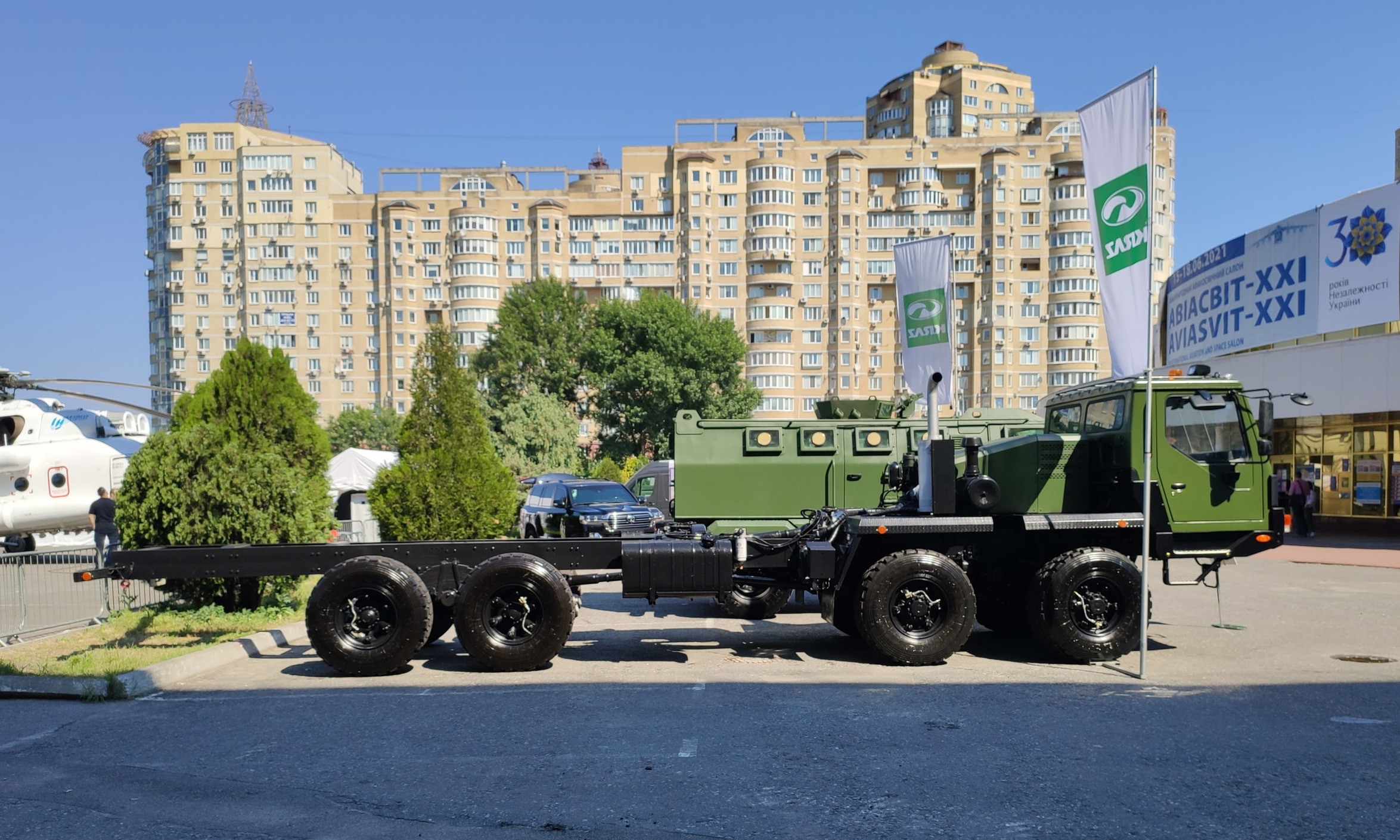
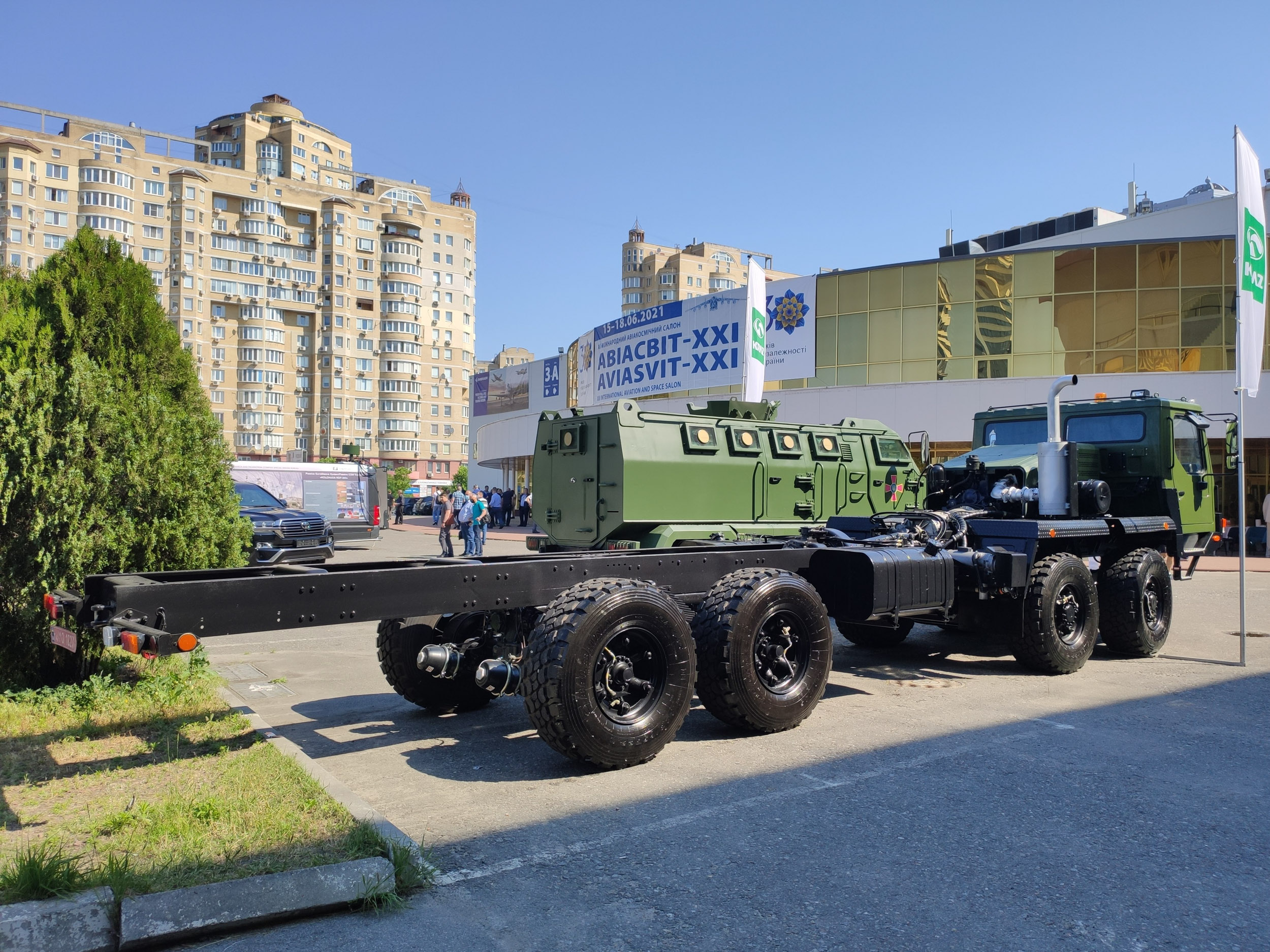
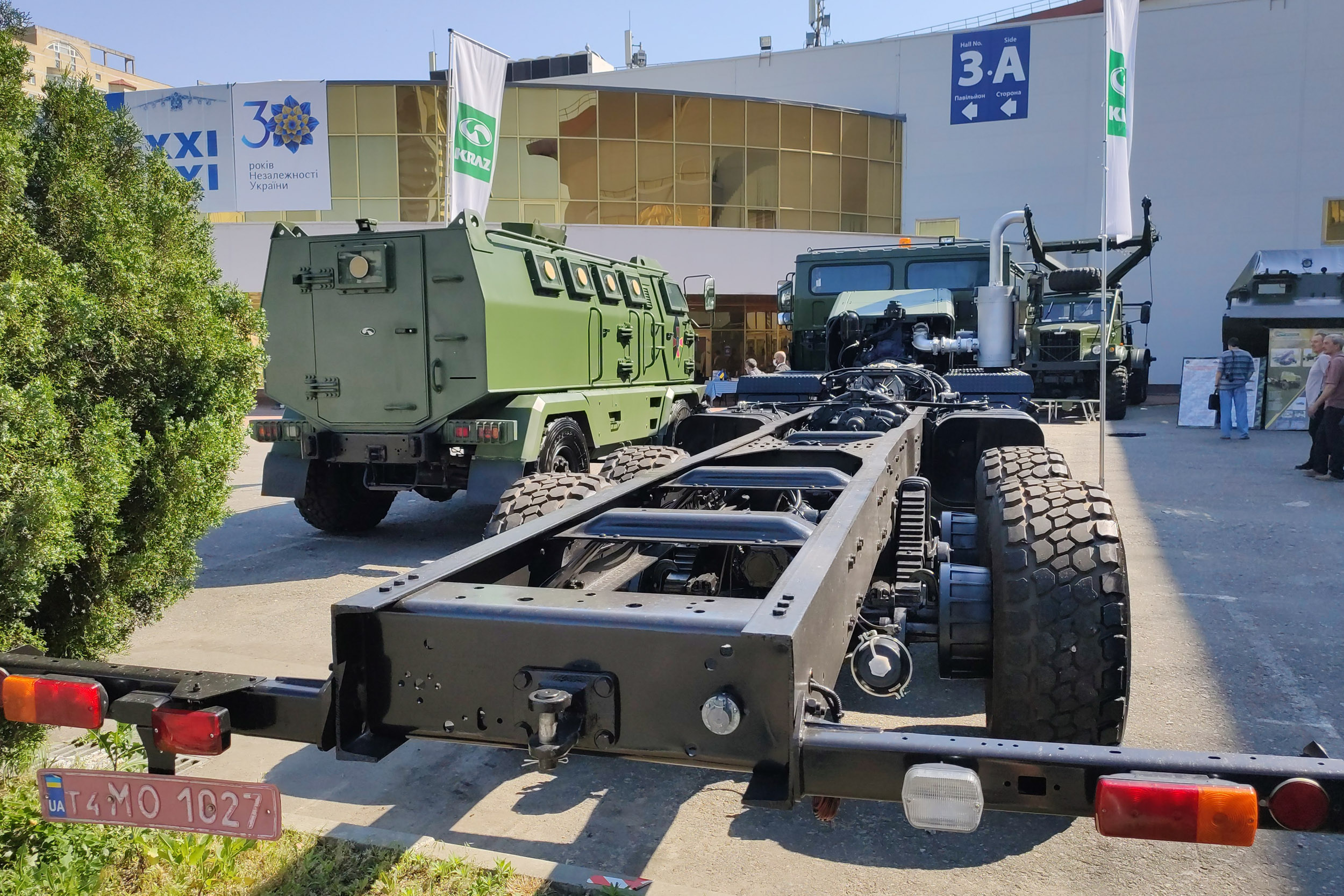

## Будова автомобіля

### Кузов

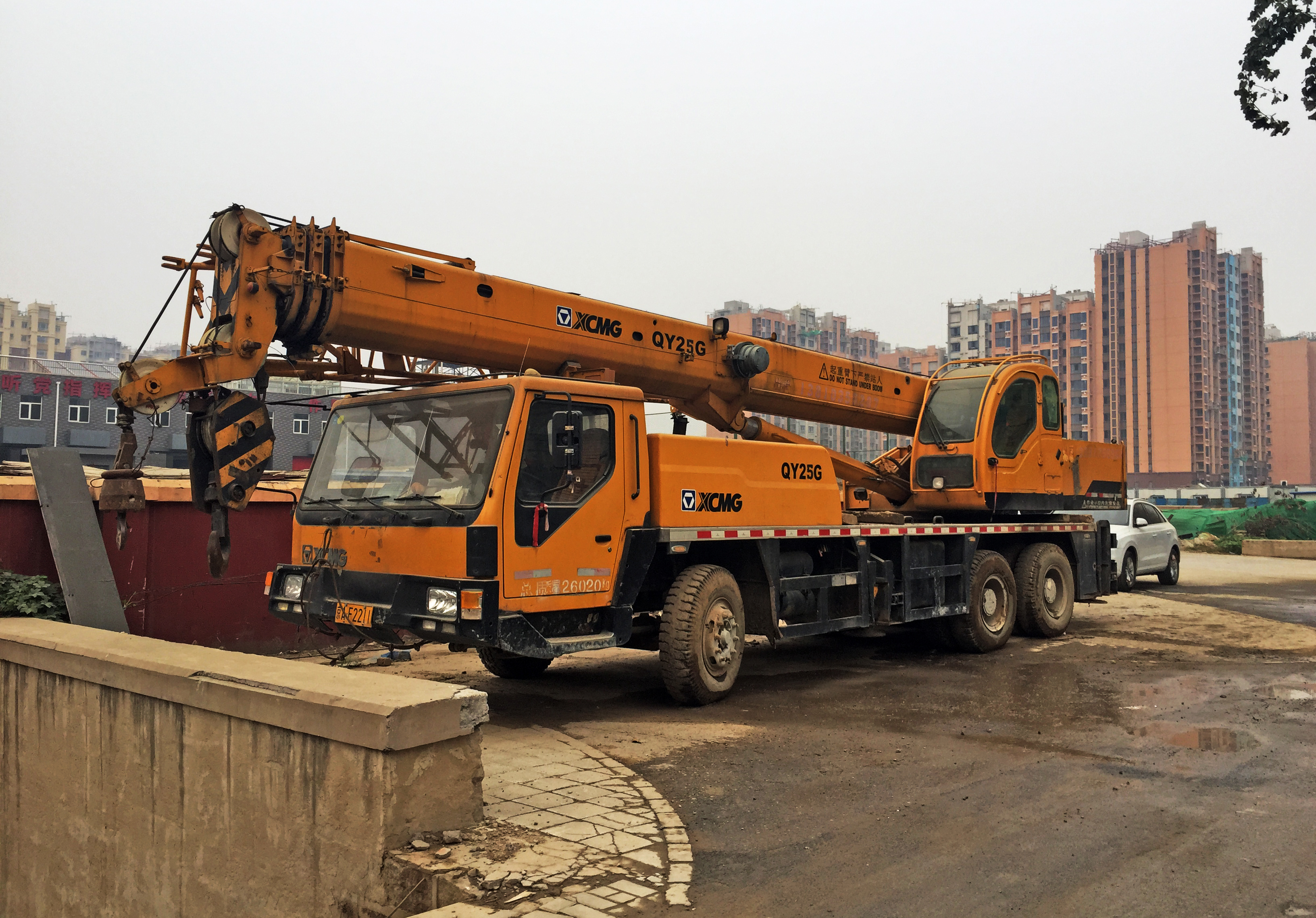
XCMG QY25G має кабіну аналогічну КрАЗ-7634

Кузов автомобіля складається з кабіни та рами. Кабіна китайського виробництва Hubei Qixing (модель RDGD) розміщена перед двигуном складається з пасажирського відділення. Рама традиційно виготовлена з гарячекатаних швелерів з низьколегованої сталі, які з'єднані між собою поперечками.

### Двигун
КрАЗ-7634 оснащується турбодизельним 8-циліндровим V-подібним двигуном ЯМЗ-7511.10, об'ємом 14,86 л, потужністю 400 к.с. (294 кВт) при 1900 об/хв і крутним моментом 1715 Нм при 1100—1300 об/хв, екологічного класу Євро-3.
На вибір можливе встановлення двигунів імпортного виробництва.
Для ЗС України розроблена модель КрАЗ-7634НЕ з двигуном Weichai потужністю 460 к.с. крутним моментом 2000 Нм[джерело?]

### Шасі

#### Трансмісія
КрАЗ-7634 оснащений однодисковим зчепленням ЯМЗ-184 і дводіапазонною 9-ст. МКПП — ЯМЗ-2391-53.
Трансмісія шасі складається з роздавальної коробки з міжосьовим диференціалом, який розподіляє крутний момент між заднім візком і передніми мостами, першого і другого керованих мостів, мостів заднього візка з міжосьовим диференціалом на середньому мосту, міжколісними диференціалами всіх мостів з примусовим блокуванням всіх міжколісних і міжосьових диференціалів.

#### Ходова частина
Підвіска першого і другого керованого мостів складається з поздовжніх напів-еліптичних ресор і телескопічних амортизаторів, підвіска заднього балансирного візки на двох поздовжніх напів-еліптичних ресорах. Шини 445/65R22,5.

#### Механізм керування
Рульовий механізм — інтегрального типу з вбудованим гідравлічним підсилювачем, який дозволяє знизити зусилля на рульовому колесі до 10 кгс, що значно знижує стомлюваність водія. Зовнішній мінімальний габаритний радіус повороту шасі становить 14 м, що стало можливим завдяки поворотним першій та другій осям.

## Машини на основі
- комплекс протикорабельних ракет «Нептун» наземного базування[8].
- високоточна система залпового вогню «Вільха»[8].
- РЛС УКХ-діапазону Бурштин-1800 (AMBER-1800)[10].
- КрАЗ «Ураган» (KrAZ Hurricane) — багатоцільовий безкапотний бронеавтомобіль, перші зразки мали бути виготовлений в першій половині 2015 року.[11][12]

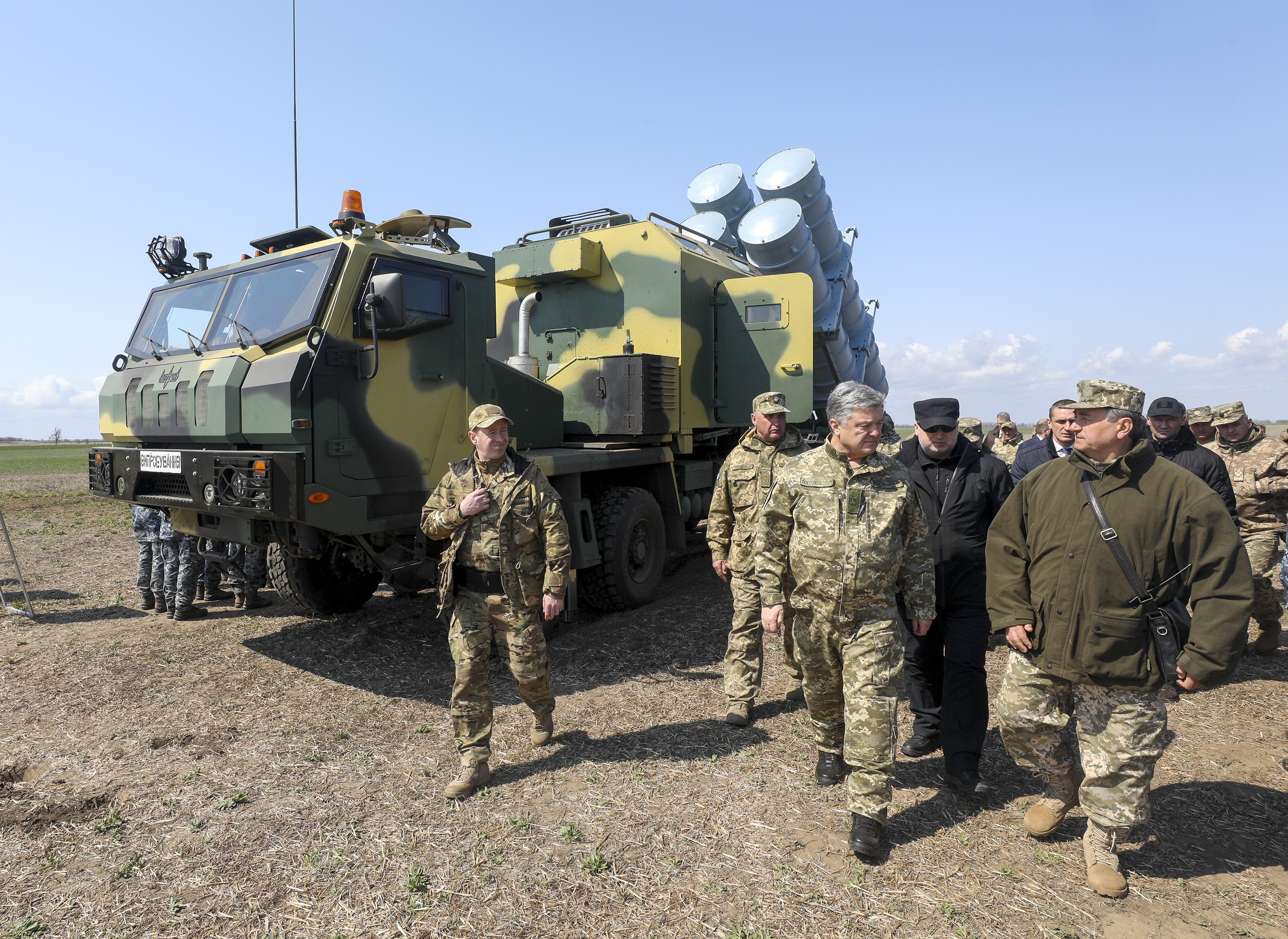
Ракетний комплекс «Нептун» на шасі КрАЗ-7634HE з броньованою кабіною

## Оператори
- Україна — взято на озброєння та в січні 2019 року отримано першу партію КрАЗ-7634НЕ.[джерело?]